# Etxalar
Etxalar (oficialment, en castellà Echalar) és un municipi de Navarra, a la comarca de Bortziri, dins la merindad de Pamplona. Apareix per primera vegada escrit en un document de 1280. L'etimologia més estesa i probable fa derivar el seu nom de l'expressió pasturatge de la casa en euskera. Derivaria per tant d'etxa (variant de etxe, casa) i larr(i) (pasturatge).

## Demografia
| Evolució demogràfica                               | Evolució demogràfica | Evolució demogràfica | Evolució demogràfica | Evolució demogràfica | Evolució demogràfica | Evolució demogràfica | Evolució demogràfica | Evolució demogràfica | Evolució demogràfica | Evolució demogràfica |
| 1996                                               | 1998                 | 1999                 | 2000                 | 2001                 | 2002                 | 2003                 | 2004                 | 2005                 | 2006                 | 2007                 |
| -------------------------------------------------- | -------------------- | -------------------- | -------------------- | -------------------- | -------------------- | -------------------- | -------------------- | -------------------- | -------------------- | -------------------- |
| 837                                                | 812                  | 791                  | 789                  | 793                  | 788                  | 801                  | 803                  | 801                  | 799                  | 801                  |
| Fonts: Etxalar i institut d'estadística de Navarra |                      |                      |                      |                      |                      |                      |                      |                      |                      |                      |

## Personatges cèlebres
- Manuel Aznar Zubigaray (1894-1975): periodista, polític i diplomàtic. Avi de José María Aznar.
- Salvador Vergara, Vergara II (1952): pilotari.